# Castres, Aisne

Castres este o comună în departamentul Aisne din nordul Franței. În 1 ianuarie 2022 avea o populație de 247 de locuitori.